# Georg Tallberg
Georg Bertil Tallberg (Helsinki, 6 de abril de 1961) es un deportista finlandés que compitió en vela en la clase 470. Participó en los Juegos Olímpicos de Moscú 1980, obteniendo una medalla de bronce en la clase 470.

## Palmarés internacional
| Juegos Olímpicos | Juegos Olímpicos | Juegos Olímpicos  | Juegos Olímpicos |
| Año              | Lugar            | Medalla           | Clase            |
| ---------------- | ---------------- | ----------------- | ---------------- |
| 1980             | Moscú (URSS)     | Medalla de bronce | 470              |